# Centropogon aquilinus
Centropogon aquilinus är en klockväxtart som beskrevs av Franz Elfried Wimmer. Centropogon aquilinus ingår i släktet Centropogon och familjen klockväxter. Inga underarter finns listade i Catalogue of Life.